# 526-й истребительный авиационный полк
526-й истребительный авиационный полк — воинская часть Вооружённых Сил СССР в Великой Отечественной войне.

## История
Полк ведёт свою историю от 23-го истребительного авиационного полка, сформированного в 1938 году в Киеве, на базе 36-й, 65-й и 134-й отдельных авиационных эскадрилий. С 22 июня 1941 года по 22 июля 1941 года этот полк ведёт бои в небе Украины. Ещё в начале июля 1941 года остатки полков 15-й смешанной авиационной дивизии (62-й, 66-й штурмовые, 23-й и 89-й истребительные) были неофициально сведены в один полк за номером 23. В конце июля 1941 года сводный 23-й полк был выведен на переформирование в Моршанск и разделился в ходе переформирования на два полка: из полка был выделен «новый» 23-й истребительный авиационный полк, отправившийся обратно на Юго-Западный фронт, а «старый» полк 15 сентября 1941 года переименован в 526-й истребительный авиационный полк. На вооружение получил самолёты 20 самолётов МиГ-3
Информация о боевом пути полка до переформирования содержится в статье  23-й истребительный авиационный полк
В составе действующей армии как 526-й полк с 1 октября 1941 по 6 декабря 1941 года.
1 октября 1941 поступил в распоряжение командования 52-й армии, действовал в ходе Тихвинских оборонительной и наступательной операций, действует в районе Малой Вишеры, Чудова, Новгорода, прикрывает Октябрьскую железную дорогу, сосредоточение войск в районах Валдай и Крестцы. Производил воздушную разведку противника, штурмовку его войск на дорогах в тылу, на переднем крае и в узлах сопротивления, прикрывал свои войска с воздуха. За период с 3 октября по 18 ноября 1941 года полк отчитался о том, что произвёл 977 боевых вылетов, в воздушных боях сбил 16 самолётов противника, штурмовыми действиями уничтожил 2899 солдат и офицеров противника, 356 автомашин, 139 повозок, подавил 13 орудийных расчётов, 13 пулемётных точек, 7 миномётных батарей, взорвал и сжёг 7 цистерн с горючим, 2 склада боеприпасов, сбросил 155 тысяч листовок. Особенно отличился при штурме советскими войсками узла обороны противника в деревне Красная Вишерка, «полностью уничтожив там войска противника». В боях показал «образцы мужества, отваги, дисциплины и организованности».
Приказом Народного комиссара обороны СССР № 348 от 6 декабря 1941 года «за проявленную отвагу в боях, за мужество и героизм личного состава» преобразован во 2-й гвардейский истребительный авиационный полк, став таким образом одним из первых авиационных полков ВВС РККА, заслуживших гвардейское звание.

## Подчинение
| Дата            | Фронт (округ) | Армия                | Корпус | Дивизия | Примечания |
| --------------- | ------------- | -------------------- | ------ | ------- | ---------- |
| 01.11.1941 года | -             | 52-я отдельная армия | -      | -       |            |
| 01.12.1941 года | -             | 52-я отдельная армия | -      | -       | -          |

## Командиры
- капитан, майор, подполковник Метёлкин Пётр Максимович (погиб)[2], 20.07.1941 — 30.05.1942